# NGC 3443
NGC 3443 في الفهرس العام الجديد، هي مجرة، تقع في كوكبة الأسد. اكتشفت في 24 أبريل 1887 بواسطة لويس سويفت.

## روابط خارجية
- NGC 3443 على موقع ويكي سكاي: DSS2, SDSS, GALEX, IRAS, Hydrogen α, X-Ray, Astrophoto, Sky Map, Articles and images